# Corròp
Corròp (em aranês: grupo de pessoas associadas com um objetivo comum)  é um partido político do Vale de Aran fundado em 2015. O partido defende a auto-deteminação occitana e aranesa, o socialismo anticapitalista, a democracia direta e o ecologismo. Corròp defende um Vale de Aran autónomo numa Catalunha independente como a melhor solução a curto-prazo para a questão aranesa e para o debate independentista no vale, considerando que a independência da Catalunha será benéfica para Aran e para a Occitânia no seu conjunto.
A maioria do membros de Corròp provêm da secção aranesa de Libertat!, um movimento independentista occitano de esquerda. A principal referência de Corròp na Catalunha é a Candidatura de Unidade Popular (CUP), tendo um membro de Corròp sido eleito para o parlamento catalão em 2015 nas listas da CUP-Chamada Constituinte. No entanto, membros de Corròp também têm participado na Esquerda Republicana da Catalunha e na Iniciativa pela Catalunha - Verdes.

## Resultados eleitorais

### Conselho Geral do Vale de Aran
| Data | Votos | %     | Conselho Geral | Notas |
| ---- | ----- | ----- | -------------- | ----- |
| 2015 | 177   | 3,69% | 0 / 13         |       |